# Cothurne

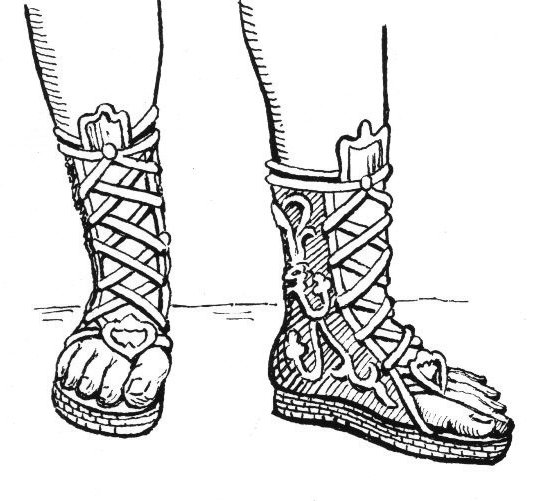
Cothurnes antiques.

Le cothurne est un type de chaussure de l'antiquité gréco-romaine.

## Usage
Les cothurnes sont des bottes ou bottines portées par les acteurs de la tragédie et du drame satirique dans l'Antiquité. Ces chaussures présentaient une semelle de bois, et, contrairement à une croyance populaire, les acteurs ne se juchaient donc pas dessus pour gagner en prestance ou en majesté. À partir de 1800, elles désignent des sandales maintenues par des lacets entrecroisés sur la jambe.